# ناحیه بئر الحلو الوردیه
ناحیه بئر الحلو الوردیه (به عربی: ناحیة بئر الحلو الوردیة) یک ناحیه در سوریه است که در منطقه الحسکه واقع شده‌است. ناحیه بئر الحلو الوردیه ۳۸٬۸۳۳ نفر جمعیت دارد.